# Hildebrandstollen

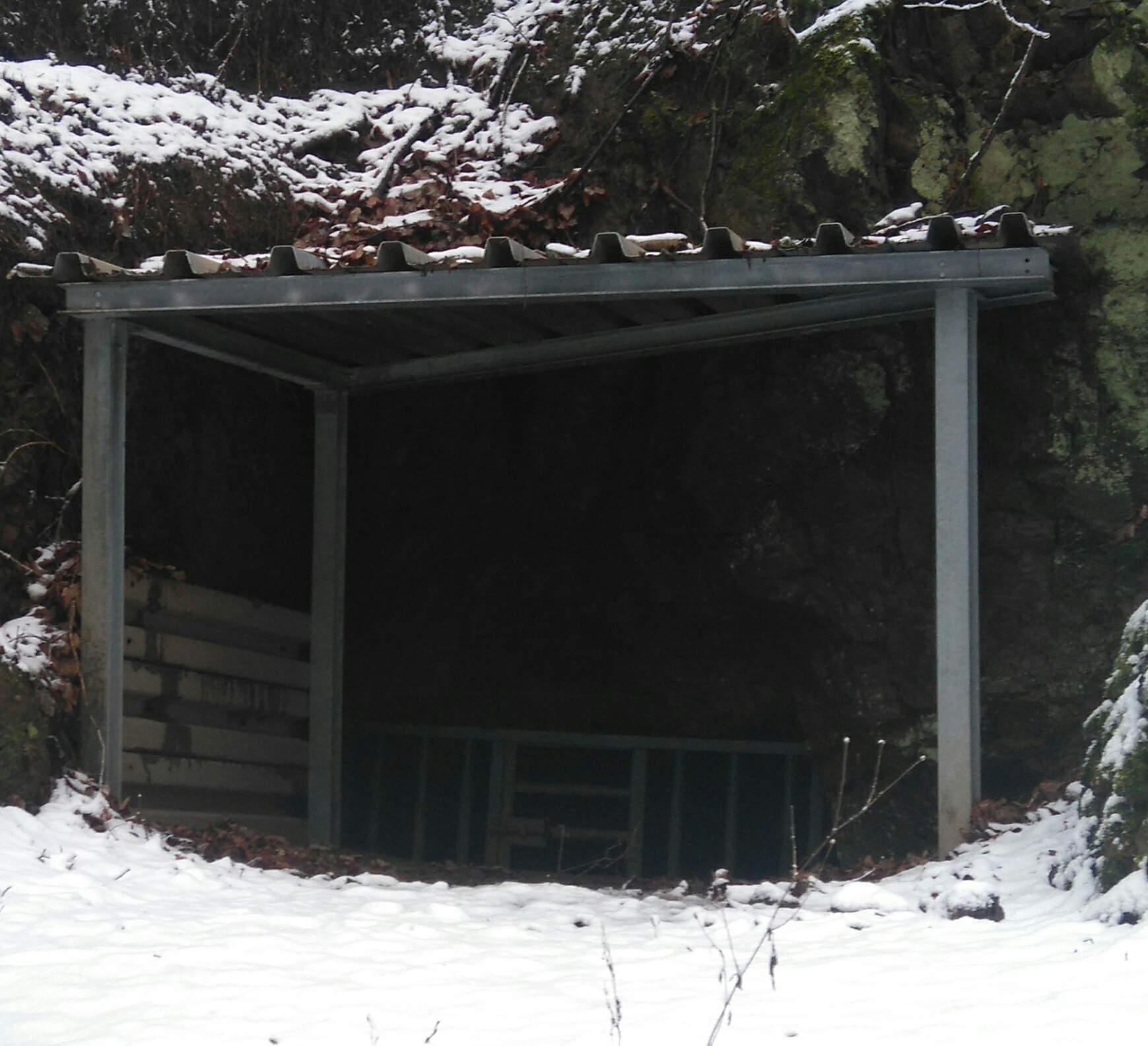
Mundloch des Hildebrandstollens bei Elbingerode (2018)

Der Hildebrandstollen in der Montanregion Harz ist ein ehemaliges Bergwerk im Ortsteil Elbingerode (Harz) der Stadt Oberharz am Brocken in Sachsen-Anhalt. Er diente vornehmlich der weiteren Erkundung des Bergreviers Elbingerode am Büchenberg und wird gegenwärtig als Quartier für Fledermäuse sowie als Station des Elbingeröder Bergbaulehrpfades genutzt.

## Lage
Der Hildebrandstollen liegt im Nordharz unweit der Bundesstraße 244, die Wernigerode mit Elbingerode (Harz) verbindet. Unterhalb des Stollens führt die Weißkopfchaussee entlang, die beim früheren Chausseehaus Bolmke (später als Gasthaus „Zur Erholung“ genutzt) unweit des Wernigeröder Schlosswasserhäuschens in die Bundesstraße 244 mündet. Etwas weiter westlich des Hildebrandstollens führt der Charlottenstollen aus dem Jahre 1803 als Wasserlösestollen in den Büchenberg. Das Mundloch dieses Stollens hat sich bis heute als Baudenkmal der Stadt Oberharz am Brocken erhalten. Unweit davon befindet sich noch heute das Mundloch des Augustenstollens.

## Geschichte
Am Büchenberg ging bereits im Hochmittelalter der Bergbau stark um, wobei zunächst Territorialgrenzen eine eher untergeordnete Rolle spielen. Nur wenige Meter unweit des heutigen Hildebrandstollen verlief die Grenze zwischen dem Amt Elbingerode und der Grafschaft Wernigerode. Das Amt Elbingerode gehörte bis zum Jahre 1932 zur preußischen Provinz Hannover und wurde dann der preußischen Provinz Sachsen zugeschlagen. Seitdem spielte die einst hier verlaufende Landesgrenze für den Bergbau keine Rolle mehr.
Als Mitte der 1930er-Jahre der Erzbergbau am Büchenberg wiederaufgenommen wurde, wurde der Hildebrandstollen im Jahre 1937 als Erkundungsstollen in Richtung des Eisenerzlagers am Büchenberg aufgefahren. Nachdem es zu einem Besitzerwechsel des Stollens gekommen war, wurde der Vortrieb im Jahre 1939 eingestellt. Zu diesem Zeitpunkt hatte der Hildebrandstollen eine Länge von etwa 220 m. Mit der Einstellung des Betriebes des Grube Einheit auf dem Büchenberg verlor der Hildebrandstollen endgültig seine Bedeutung und geriet in Vergessenheit. 
Erst im Jahre 2011 wurde er wieder aufgewältigt, um ihn als Quartier für Fledermäuse nutzen zu können. Das Mundloch wurde entsprechend gestaltet und durch eine Metallkonstruktion abgesichert.

## Tourismus
Der Hildebrandstollen ist heute Teil des Bergbaulehrpfades durch das Bergrevier Elbingerode. Er ist mit einer Dennert-Tanne versehen und unweit des Stollenmundliches befindet sich eine Sitzgruppe mit Tisch und Ruhebänken.